# Valdopteron
Valdopteron – wymarły rodzaj owadów z rzędu skorków i podrzędu Archidermaptera, obejmujący tylko jeden znany gatunek: Valdopteron woodi.
Rodzaj i gatunek opisane zostały w 2017 roku przez Richarda S. Kelly’ego, Andrew J. Rossa i Edmunda A. Jarzembowskiego na podstawie 3 skamieniałości znalezionych w formacji Upper Weald Clay w angielskim hrabstwie Surrey, i pochodzących z barremu w kredzie. Epitet gatunkowy nadano na cześć stratygrafa Chrisa Wooda, a nazwa rodzajowa to połączenie łacińskiej nazwy antykliny Weald i słowa pteron, oznaczającego skrzydło.
Skorek znany tylko z niekompletnych pokryw (tegmin). U holotypu zachowana część ma 5,7 mm długości i 2,1 mm szerokości. Miały one prostą krawędź tylną i zakrzywioną, prostującą się ku szczytowi krawędź przednią. Nie były ścięte ani wykrojone. Ich użyłkowanie charakteryzowało się: sektorem radialnym o przybrzeżnym przebiegu oraz żyłką kubitalną prostą w części nasadowej i delikatnie zakrzywioną w części tylnej, na przedzie prawie łączącą się z żyłką medialną. Pierwsza żyłka analna była prawie na całej długości prosta, nieco tylko zakrzywiona na odcinku szczytowym, zaś druga żyłka analna była silniej zaznaczona i prosta u wierzchołka.